# Skogmossens naturreservat
Skogmossens naturreservat är ett naturreservat i Kristinehamns kommun i Värmlands län.
Området är naturskyddat sedan 2019 och är 34 hektar stort. Reservatet ligger sydväst om Visnums-Kils kyrka och  består av  äldre tallskog och våtmark. 